# Batagurschildpad
De batagurschildpad (Batagur baska) is een schildpad uit de familie Geoemydidae.
Het is een van de sterkst bedreigde schildpadden ter wereld. De schildpad wordt ook wel gewoon batagur of tuntong genoemd.

## Verspreiding en habitat
De batagurschildpad komt van nature voor in Bangladesh, Birma, Cambodja, India, Indonesië, Maleisië, Thailand en Vietnam. In een aantal landen komt de schildpad niet overal voor maar slechts in delen van het land. In Indonesië bijvoorbeeld komt de soort alleen voor op het eiland Sumatra en in Myanmar alleen in de Irrawaddyrivier.
De batagurschildpad leeft in riviermondingen en kustbossen waar getijdenstroming optreedt. Ook in brak water en zelfs in zout water wordt deze soort aangetroffen. De batagurschildpad leeft in diepere wateren in vergelijking met andere schildpadden. Ondanks de tolerantie voor zeewater komt de batagurschildpad niet voor op open zee.

## Uiterlijke kenmerken
De batagurschildpad is een van de grootste zoetwaterschildpadden ter wereld. De gemiddelde schildlengte ligt tussen de 50 en 60 centimeter, de mannetjes blijven kleiner dan de vrouwtjes. Het rugschild of carapax is rond van vorm en relatief zacht. Het rugschild is sterk gestroomlijnd zodat de schildpad sneller kan zwemmen. De schildkleur is donkerbruin tot zwart, de buik geel en de huid is meestal grijs en bevat geen grote schubben.
De snuitpunt is verlengd en spits, en de kleine ogen hebben een witomrande pupil. Aan iedere poot zitten vier tenen en de tenen zijn met elkaar verbonden door grote zwemvliezen. Hierdoor wordt het pootoppervlak sterk vergroot wat een aanpassing is op de zwemmende levenswijze. De neusgaten zijn relatief groot en vallen op door omdat ze enigszins uitsteken.

## Levenswijze
De batagurschildpad eet op jonge leeftijd ook dierlijk materiaal, de juvenielen groeien hierdoor snel. Na enkele jaren gaan ze steeds meer plantendelen eten, zoals stengels, bladeren en fruit. Het voedsel is grotendeels vegetarisch bij volwassen dieren, af en toe worden ook weekdieren, kreeftachtigen en vissen. In gevangenschap gehouden exemplaren accepteren vele soorten voedsel.
De batagurschildpad is sterker aan water gebonden dan andere moerasbewonende schildpadden. De schildpad verlaat het water zelden alleen om eieren af te zetten. De nesten worden gegraven in zandduinen en rivieroevers. Het vrouwtje graaft eerst zichzelf in door een kuil te maken en als ze op enige diepte geraakt is wordt een nestruimte voor de eieren gemaakt. Hierin worden de eieren afgezet waarna de kuil weer wordt dichtgegooid.

## Bedreigingen

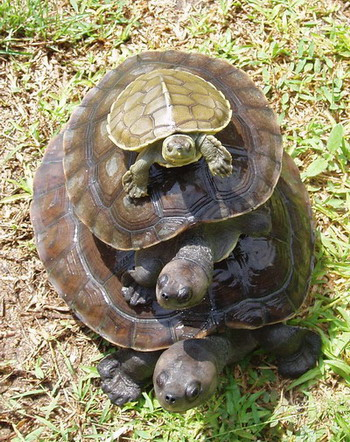
Drie exemplaren van verschillende leeftijden.

Sinds korte tijd is de batagurschildpad sterk in aantal achteruitgegaan. Dat komt doordat veel schildpadden gewild zijn; in sommige landen wordt het vlees gebruikt voor gerechten zoals soep. In Aziatische landen zoals China is er een grote vraag naar de schildpad. Delen van het dier zoals het schild, worden vermalen en vervolgens in medicijnen gebruikt als 'actief ingrediënt'. In eerste instantie werd deze soort met rust gelaten, maar nadat een aantal andere schildpadsoorten ernstig bedreigd en zeldzaam werden, werd deze soort daar het slachtoffer van. De beschermde soorten mochten namelijk niet meer worden gevangen en geëxporteerd naar landen als bijvoorbeeld China.

## Naamgeving een taxonomie
De wetenschappelijke naam Batagur baska werd voor het eerst wetenschappelijk beschreven door John Edward Gray in 1831. Oorspronkelijk werd de naam Emys baska gebruikt, de geslachtsnaam werd later veranderd naar Batagur.
Er worden twee ondersoorten erkend die sterk verschillen in verspreidingsgebied. De ondersoort Batagur baska baska komt voor in het grootste deel van het areaal. De ondersoort Batagur baska ranongensis is endemisch in Thailand, en dan alleen in wateren in de provincie Changwat Ranong.